# Ketleyn Quadros
Ketleyn Quadros   (Ceilândia, 1 d'octubre de 1987) és una judoka brasilera, que competeix en la categoria de pes semi mitjà (actualment -63 Kg). Ha participat en 3 Olimpíades, guanyant la medalla de bronze en la categoria de -57 Kg dels Jocs Olímpics de Pequín i el bronze per equips a París 2024. L'obtinguda a Pequín va suposar la primera vegada que el Brasil aconseguia una medalla olímpica en una prova individual. A més, ha guanyat 3 medalles en Campionat del Món, 1 medalla de bronze als Jocs Panamericans i 5 medalles (1 d'or) als Campionats Panamericans.

## Trajectòria professional
| Jocs Olímpics        | Jocs Olímpics  | Jocs Olímpics | Jocs Olímpics |
| Any                  | Seu            | Posició       | Categoria     |
| -------------------- | -------------- | ------------- | ------------- |
| 2008                 | Pequín         | 3             | -57 Kg        |
| 2020                 | Tòquio         | 7a posició    | -63 Kg        |
| 2020                 | Tòquio         | 7a posició    | Equip mixt    |
| 2024                 | París          | 9a posició    | -63 Kg        |
| 2024                 | París          | 3             | Equip mixt    |
| Campionat del Món    |                |               |               |
| 2011                 | París          | 2a ronda      | -57 Kg        |
| 2012                 | Salvador       | 3             | Equip femení  |
| 2013                 | Rio de Janeiro | 1/8 final     | -57 Kg        |
| 2013                 | Rio de Janeiro | 2             | Equip femení  |
| 2014                 | Txeliàbinsk    | 2a ronda      | -57 Kg        |
| 2017                 | Budapest       | 7a posició    | -63 Kg        |
| 2018                 | Bakú           | 2a ronda      | -63 Kg        |
| 2019                 | Tòquio         | 2a ronda      | -63 Kg        |
| 2021                 | Budapest       | 5a posició    | -63 Kg        |
| 2021                 | Budapest       | 3             | Equip mixt    |
| 2022                 | Taixkent       | 1/8 final     | -63 Kg        |
| 2023                 | Doha           | 1/8 final     | -63 Kg        |
| 2024                 | Abu Dhabi      | 1a ronda      | -63 Kg        |
| Jocs Panamericans    |                |               |               |
| 2023                 | Santiago       | 3             | -63 Kg        |
| Campionat Panamericà |                |               |               |
| 2013                 | San José       | 3             | -57 Kg        |
| 2014                 | Guayaquil      | 3             | -57 Kg        |
| 2015                 | Edmonton       | 1a ronda      | -63 Kg        |
| 2020                 | Guadalajara    | 3             | -63 Kg        |
| 2021                 | Guadalajara    | 1             | -63 Kg        |
| 2022                 | Lima           | 5a posició    | -63 Kg        |
| 2023                 | Calgary        | 5a posició    | -63 Kg        |
| 2024                 | Rio de Janeiro | 3             | -63 Kg        |